# Глинский, Лев Борисович
Лев Борисович Глинский (XV век, Великое Княжество Литовское) — литовский князь, подданный династии Ягеллонов. Прадед Ивана IV Грозного.

## Биография
Сын Бориса Ивановича Глинского, происходившего из рода князей Глинских, традиционно считавшихся потомками Лексада (в крещении — Александра), якобы выехавшего из Великой Орды на службу к великому князю литовскому Витовту и получившего во владение города Глинск и Полтаву.
Служилый князь удельного князя Ивана Юрьевича Мстиславского.

## Потомки
Четверо сыновей: Иван, Василий, Михаил, Фёдор.
Василий Львович — отец Елены Глинской, ставшей матерью Ивана Грозного.